# Dirkou
Dirkou este o comună rurală din departamentul Bilma, regiunea Agadez, Niger, cu o populație de 9.437 de locuitori (2001).